# Michaeloplia griveaudi
Michaeloplia griveaudi är en skalbaggsart som beskrevs av Marc Lacroix 1997. Michaeloplia griveaudi ingår i släktet Michaeloplia och familjen Melolonthidae. Inga underarter finns listade i Catalogue of Life.